# Ugrinić
Ugrinić je manjše naselje na otoku Pašman.
Ugrinić leži na severovzhodni strani otoka ob glavni cesti med naseljema Tkon in Kraj in upravno spada v občino Tkon, le ta pa v Zadrsko županijo.